# Пахтаободський джамоат (Шахрітуський район)
Пахтаобо́дський джамоат (тадж. Ҷамоати Пахтаобод) — джамоат у складі Шахрітуського району Хатлонської області Таджикистану.
Адміністративний центр — село Устокорон.
Населення — 21270 осіб (2015; 13366 в 2002).
До складу джамоату входять 8 сіл:
| Населений пункт | Стара назва   | Населення, осіб (2017) |
| --------------- | ------------- | ---------------------- |
| Богджида        | Богджигда     | 1357                   |
| Вахдат          | уч. І Мая     | 2255                   |
| Корез           | уч.Каріз      | 4131                   |
| Пахтаобод       | Тарткі        | 3885                   |
| Султонобод      | уч.Султанабад | 4888                   |
| Устокорон       | Солтік        | 3913                   |
| Чорбог          | Бешчорбак     | 1738                   |
| Янгіобод        | -             | 484                    |